# Тупилак

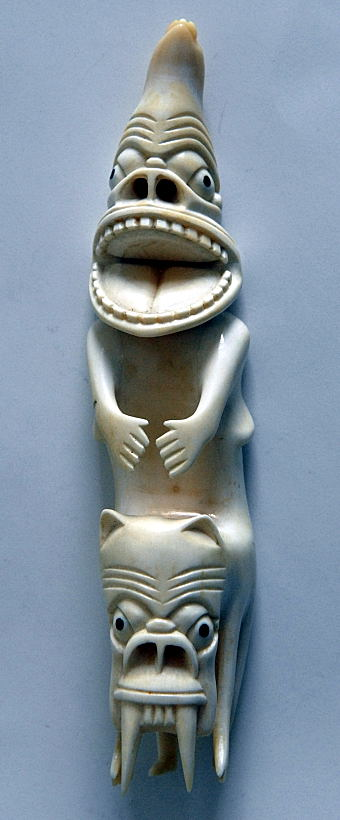
Современная резная фигурка тупилака.

Тупилак — сверхъестественное существо из мифологии гренландских эскимосов; монстр, искусственно создаваемый ради мести шаманом посредством магического ритуала с использованием для создания тела тупилака различных предметов: как частей тел мёртвых животных (кости, шкура, шерсть, сухожилия и так далее), так и частей тел умерших детей. Жизнь в существо, согласно поверьям, шаман вселял посредством ритуальных песнопений и совокупления, мнимого или (в прошлом) настоящего. После проведения всех необходимых процедур тупилака бросали в море с приказом найти и уничтожить конкретного врага. На гренландском эскимосском языке слово «тупилак» означает душу или дух умершего человека. Использование тупилака, однако, считалось весьма рискованным, поскольку, согласно мифам, если он был отправлен убить кого-то, кто обладал большими магическими силами, нежели сам его создатель, то мог быть отправлен обратно с приказом от врага убить своего создателя; в этом случае создатель тупилака мог избежать смерти путём публичного признания соплеменникам в содеянном им акте колдовства.
Поскольку тупилаков делали тайно, в секретных местах и из скоропортящихся материалов, ни один из них не сохранился. Европейские переселенцы, начавшие прибывать в Гренландию в XVIII веке, заинтересовавшись услышанными от эскимосов легендами о тупилаках, массово просили аборигенов показать им, как те выглядели, вследствие чего эскимосские ремесленники по сохранившимся в памяти стариков описаниям начали вырезать фигурки тупилаков из зубов кашалотов. Ныне в Гренландии местными жителями изготавливаются фигурки тупилаков различных форм и размеров (хотя ныне они редко превышают 20 см в длину) и из различных материалов, включая бивни моржей и нарвалов, древесина и рога оленей карибу. Эти фигурки являются важной частью искусства гренландских эскимосов и популярным объектом для коллекционирования.

## История
Изначально образ тупилака возник в мифологии эскимосов, вероятно, за 4000 лет до прибытия в Гренландию первых европейских колонистов. Однако, как предполагается, в то время в представлении эскимосов это были сверхъестественные и бестелесные духи. В исторические времена образ тупилака, по-видимому, эволюционировал в троллеподобное существо, наделённое качествами, присущими человеку и животным. Согласно записям Густава Хольма, датского исследователя Гренландии, он в 1884 году во время жизни в Амассалике, Восточная Гренландия, попросил знакомых эскимосов, узнав от них о тупилаке, изобразить это странное существо. Поскольку у вопрошаемых им не было возможности нарисовать его где-либо, они вырезали для Хольма фигурку тупилака из дерева. С этого времени в Гренландии начали вырезать фигурки тупилаков, причём промысел сохранился до наших дней.

## Магические силы

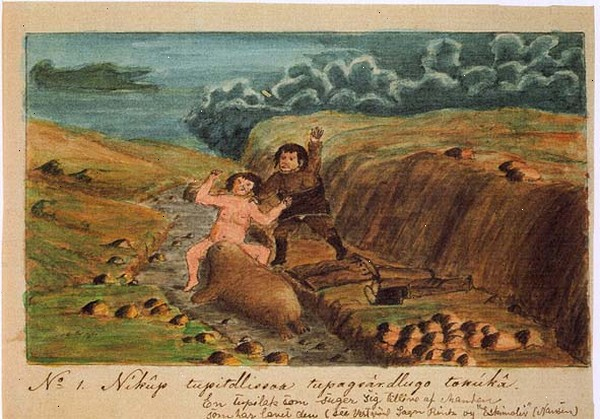
Тупилак. Рис. гренландско-эскимосского художника Арона из Кангека. 1860 г.

В мифологии гренландских инуитов задачей тупилака, являющегося фактически возрождённой к жизни с помощью магического ритуала мёртвой плотью, было нанести какой-либо урон врагу создающего тупилака, а чаще всего — убить этого врага. Они должны были обладать способностью преследовать врага везде и с равной лёгкостью перемещаться во всех средах бытия. По рассказам эскимосов, в прошлые времена тупилаки делались из кожаных сумок, в которую помещались различные части, взятые с мёртвых тел разных животных, причём каждая из них имела какое-то символическое значение. Например, птичьи перья символизировали воздух, а зуб кашалота — воду, то есть давали тупилаку возможность перемещаться в этих стихиях. Магические заклинания при ритуале «оживления» тупилака обязательно должны были быть произнесены без ошибок, чтобы случайно не направить его не на ту жертву.
В современной научной литературе также указывается, что заклинатели (не обязательно только профессиональные шаманы) использовали для создания тупилаков и другие материалы, такие как почва, морские водоросли, кости животных, а также человеческие волосы и даже якобы части тел умерших детей. Для создания тупилака материалы для этой процедуры следовало собрать все вместе в укромном потайном месте и соединить и связать их в фигурку необычной формы. Во время чтения заклинаний для придания фигурке магических сил создатель должен был производить ритуальное «совокупление» с тупилаком, касаясь фигурки своим половым органом. После создания тупилак выбрасывался в море, и с этого момента, согласно мифам, если всё было сделано правильно, он обретал свои силы.
Тупилаки, таким образом, считались крайне опасными. Из-за якобы присущих им мистических способностей их очень боялись и ненавидели, поскольку создавались они с целью нанесения вреда кому-либо, причём почти всегда тайком. Считалось, что большинство потенциальных жертв просто не сможет оказать сопротивления магическим силам, однако если жертвой оказывался человек, обладающий большими магическими силами, чем создатель тупилака, то он мог «перенаправить» его на самого создателя. Вследствие этого использование тупилака всегда было сопряжено с некоторым риском для его создателя.
Ныне ни одного из изначальных тупилаков не сохранилось по причине их изготовления из скоропортящихся материалов. Это делалось, как считается, в том числе для того, чтобы тупилаки не попали в чужие руки.

## Тайна при создании и публичное признание

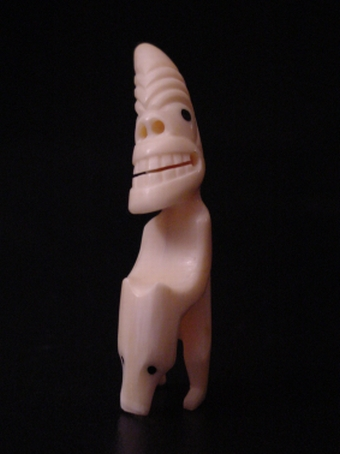
Фигурка тупилака из Гренландии

Изготавливали тупилаков чаще всего по ночам и в глубокой тайне. Шаман (ангакок) надевал особую куртку с капюшоном задом наперёд, натягивая капюшон себе на лицо, и совершал подобие сексуального акта с костями и другими компонентами создаваемого им тупилака, сопровождая действо непрерывным пением и напеванием на протяжении всего процесса создания, который мог занять несколько дней. Создание тупилака представляло собой риск для создателя: если человек, на которого была обращена атака тупилака, обладал достаточной силой для его «поворота» в сторону создателя, то единственным способом для последнего спастись было публично признаться в содеянном перед своим племенем. Отображённые в мифах магические последствия сокрытия факта создания тупилака и нейтрализующий эффект публичной исповеди являлись, как считается, отображением существовавшей в эскимосской культуре более глобальной проблемы «публичности против секретности». Так или иначе, если верить мифам, признания в создании тупилака были редким явлением, поскольку это само по себе — по причине существования у эскимосов табу на их изготовление — каралось страшным позором и проклятьем как для создателя фигурки, так и для всей его семьи.

## Тупилаки в других эскимосских культурах
Представления о тупилаках в различных эскимосских культурах могли различаться. Так, если в гренландской эскимосской мифологии это была наделённая жизнью кукла из мёртвой плоти, то, например, у иглуиков тупилак считался невидимым духом недавно умершего человека, лишённого покоя из-за нарушения какого-либо табу, увидеть которого был способен только шаман, и только он мог отпугнуть его при помощи особого ножа. У инуитов карибу тупилак также представал в образе видимого только для шамана духа, представлявшего собой химерического вида существо с человеческой головой и частями тел различных животных. Он, как считалось, представляет собой опасность для стойбища, но шаманы якобы были способны сразиться с ним и съесть при помощи своих духов-помощников.

## Современные фигурки тупилаков
Самые старые из сохранившихся до нашего времени резных фигурок тупилаков были сделаны в Восточной Гренландии: они изготавливались из древесины и обматывались ремнями из звериных кож. В скором времени изготовление тупилаков распространилось далеко за пределы Восточной Гренландии, и ныне они делаются во всей остальной Гренландии — частично высокохудожественным, частично примитивным кустарным способом. В качестве наиболее простого материала для их изготовления по-прежнему используется дерево, но более дорогие тупилаки в Восточной Гренландии вырезаются, как правило, из моржовой кости или оленьих рогов.

## Предмет торговли
Поскольку чем более гротескно и жутко выглядит фигурки тупилака, тем за большие деньги её обычно можно продать, в период с 1950-х до 1970-х годов в Восточной Гренландии существовало некое подобие целой «тупилаковой индустрии», когда такие фигурки производили однотипно и почти как на конвейере. Вместе с тем многие резчики считали целесообразным придавать создаваемым им тупилакам придуманные ими самими необычные формы. В то время как раньше традиционным материалом для изготовления тупилаков были зубы кашалотов, то ныне — по причине охраны китов — фигурки чаще всего делают из бивней моржей или нарвалов, а также рога оленей карибу. Кроме того, в качестве сырья всё чаще используется серпентин. Почти все продаваемые сегодня тупилаки изготовлены в XX или XXI веках.